# Pave Johannes 22.
Johannes 22., født som Jacques Duèze eller d'Euse, (1249 – 4. december 1334) var pave fra 1316 til 1334. Han var den anden pave under pavedømmet i Avignon (1309–1377). 
Han blev valgt af et konklave, som kong Filip 5. af Frankrig (1316 - 1322) havde samlet i Lyon.
Som sin forgænger Clemens 5. samlede han magt og indtægter til pavedømmet, og han levede fyrsteligt i Avignon.
Han var en modstander af kejser Ludvig IV af Bayern (1314-1347). Til gengæld invaderede Ludvig Italien, og han indsatte modpave Nikolaus 5., (1328-1330). 
Under denne konflikt ekskommunicerede pave Johannes franciskaneren og skolastikeren William af Ockham.
Pave Johannes fordømte en række sentenser fra den populære tyske mystiker Mester Eckehart som kætterske.